# Howard K. Beale
Howard Kennedy Beale (* 8. April 1899 in Chicago, Illinois; † 27. Dezember 1959) war ein US-amerikanischer Historiker, bekannt für Arbeiten zur Reconstruction-Ära in den Südstaaten der USA. Er war ein Liberaler und Bürgerrechtsaktivist, der für akademische Freiheit eintrat.
Beale studierte an der University of Chicago mit dem Bachelor-Abschluss in Englisch 1921 und wurde an der Harvard University promoviert. Er war ab 1935 Professor an der University of North Carolina und von 1948 bis 1959 an der University of Wisconsin–Madison.
Beale wurde durch revisionistische Untersuchungen der Reconstruction-Ära bekannt, in der er im Sinn der Schule von Charles A. Beard ökonomische Interessen als treibende Kräfte ausmachte, statt politische oder verfassungsrechtliche Fragen, und in den 1930er Jahren die damals dominierende Dunning-Schule kritisierte. Nach seiner Beale These waren dies insbesondere Finanziers und Industrielle aus dem Nordosten der USA, die über die Republikaner Einfluss nahmen, um ihre ökonomischen Interessen durchzusetzen und den Einfluss der Südstaaten-Großgrundbesitzer und Farmer im Mittleren Westen zurückzudrängen.
Er veröffentlichte auch ein Buch über die Außenpolitik von US-Präsident Theodore Roosevelt sowie die Tagebücher des Marineministers von Abraham Lincoln, Gideon Welles, und Lincolns Generalstaatsanwalt (Attorney General) Edward Bates. Welles’ Tagebuch war zwar schon 1911 erschienen, aber noch von diesem und seinem Sohn redigiert worden; Beale gab es nach dem Original heraus.

## Schriften
- On Rewriting Reconstruction History, American Historical Review, 45, 1940, 807–827
- Herausgeber The Diary of Edward Bates, 1859-1866, Washington D. C.: United States Government Printing Office, 1933
- Are American Teachers Free?:  An Analysis of Restraints Upon the Freedom of Teaching in American Schools, New York: Charles Scribner’s Sons, 1936
- A History of Freedom of Teaching in American Schools, New York: Scribner’s Sons, 1941
- Herausgeber Charles A. Beard: An Appraisal, Lexington: University of Kentucky Press, 1954
- Theodore Roosevelt and the Rise of America to World Power, Baltimore: Johns Hopkins University Press, 1956
- The Critical Year: A Study of Andrew Johnson and Reconstruction, New York: F. Ungar, 1958
- Herausgeber Diary of Gideon Welles, Secretary of the Navy Under Lincoln and Johnson, New York: W. W. Norton and Company, 1960